# Violette Nozière (film)
Pour les articles homonymes, voir Violette (homonymie) et Nozière.
Pour la biographie de la protagoniste du film, voir Violette Nozière.
Pour plus de détails, voir Fiche technique et Distribution.
Violette Nozière est un film franco-québécois, réalisé par Claude Chabrol, sorti en 1978.

## Synopsis
Le film est inspiré de l’histoire réelle de Violette Nozière qui défraya la chronique judiciaire et criminelle en 1933 et 1934. Au cours des années 1930, Violette Nozière est une adolescente qui se prostitue en secret. Ses parents, Baptiste et Germaine Nozière, chez qui elle vit, ne remarquent rien. En révolte contre leur mode de vie et leur mentalité étriqués, elle tombe amoureuse d’un jeune panier-percé, Jean Dabin, qu’elle fait pratiquement vivre grâce à de petits vols chez ses parents ainsi qu’avec le bénéfice issu de la prostitution occasionnelle.

Pendant ce temps, ses parents sont informés par le médecin de Violette qu’elle a la syphilis. Violette réussit à convaincre plus ou moins sa mère, tout de même méfiante, et son père, plus indulgent, que d’une manière ou d’une autre, c’est d’eux qu’elle a hérité la maladie. Grâce à ce prétexte, elle arrive à leur faire prendre un médicament qui est en fait du poison. Son père meurt mais sa mère en réchappe, et Violette se voit arrêtée et accusée du meurtre. Lors de son procès, elle avoue que son père l'agressait sexuellement pendant son enfance. Mais du fait du poids du patriarcat de l'époque (les femmes n'ont pas de droit de vote et elles sont considérées comme mineures, soumises à l'autorité du père ou du mari), son aveu des viols répétés par son père n'est pas pris en compte, et elle sera convaincue d’empoisonnement et parricide. Violette Nozière est ainsi condamnée à la peine de mort. Mais à la fin du long-métrage une voix off, Claude Chabrol, nous fait savoir : 

« Condamnée à mort le 13 octobre 1934, Violette Nozière fut graciée le 24 décembre par le président Albert Lebrun et sa peine commuée en travaux forcés à perpétuité. À la suite de sa conduite exemplaire en prison, le maréchal Pétain ramène sa condamnation à douze ans. Résolue à prendre le voile dès l'expiration de sa peine, libérée le 29 août 1945, puis graciée le 1er septembre par le général de Gaulle qui signe en sa faveur un décret annulant les vingt-cinq ans d'interdiction de séjour auxquels elle était condamnée, Violette Nozière épouse finalement le fils du greffier comptable de la prison, qui lui donnera cinq enfants. Ils ouvriront un commerce. En 1963, peu avant sa mort, la Cour de Rouen, fait unique dans l'histoire de la justice française s'agissant d'un condamné à mort de droit commun, prononce sa réhabilitation. »

## Fiche technique
- Titre : Violette Nozière
- Réalisation : Claude Chabrol
- Assistants réalisateurs : Philippe Delarbre, Brice Defer-Auboyneau
- Scénario : Odile Barski, Hervé Bromberger, Frédéric Grendel. Le scénario est une libre adaptation du roman de Jean-Marie Fitère : « Violette Nozière »[1]
- Adaptation et dialogues : Odile Barski
- Scripte : Aurore Paquiss[2]
- Régisseur général : Francis Peltier
- Décors : Jacques Brizzio
- Costumes: Pierre Nourry
- Directeur de la Photographie : Jean Rabier
- Photographe de plateau : Roger Corbeau
- Ingénieur du Son : Patrick Rousseau
- Mixages : Alex Pront
- Montage : Yves Langlois
- Musique : Pierre Jansen
- Directeur de production : Roger Morand
- Administrateur : Claude Léger
- Producteurs Délégués : Eugène Lépicier (Filmel), Denis Héroux (Cinévidéo)
- Société(s) de production : Filmel-FR3 Cinéma (Paris), Cinévidéo (Montréal)
- Société(s) de distribution : Gaumont
- Budget : 1 360 000 CAD[3]
- Pays d'origine :  France et  Canada
- Langue : français
- Format : couleur (Eastmancolor), Pellicule 35 mm, Projection 1,37:1
- Genre : drame, biopic
- Durée : 124 minutes
- Dates de tournage : du 22 novembre à la fin décembre 1977
- Date de sortie :
  - France : 24 mai 1978
- Date de sortie DVD : 7 juin 2007, René Château (Vidéo/DVD)
- (fr) Mention CNC[4] : interdit aux moins de 12 ans (visa d'exploitation no 48424 délivré le 23 mai 1978)

## Distribution
- Isabelle Huppert : Violette Nozière
- Stéphane Audran : Germaine Nozière, la mère de Violette
- Jean Carmet : Baptiste Nozière, le père de Violette
- Jean-François Garreaud : Jean Dabin
- Guy Hoffmann : le juge
- Bernadette Lafont : la codétenue
- Jean Dalmain : Émile
- Lisa Langlois : Maddy
- François Maistre : M. Mayeul
- Philippe Procot : Maître Vésinne-Larue
- Bernard Alane : André de Pinguet
- Mario David : le directeur de la prison
- Henri-Jacques Huet : le commissaire Guillaume
- Fabrice Luchini : Camus, un étudiant
- Greg Germain : le musicien de jazz (crédité Grégory Germain)
- Zoé Chauveau : Zoé
- Maurice Vaudaux : Willy
- Dora Doll : Mme Mayeul
- Bruno Rozenker : l’étudiant au café
- Jean-Pierre Coffe : le docteur Déron
- Jean Parédès : le chanteur de la complainte
- Dominique Zardi : le garçon de café
- Henri Attal : un badaud au procès
- Jean-Marie Arnoux
- Albert Augier : le président du tribunal
- Serge Bento : le directeur de l’hôpital
- Serge Berry
- Suzanne Berthois
- Jean Cherlian
- Louise Chevalier : la vieille dame hospitalisée
- Jean Depussé
- Jean-François Dupas
- Michel Duplaix : l'infirmier
- Benoît Ferreux : un étudiant
- Carine François
- François-Éric Gendron : un étudiant
- Florence Guerfy
- Raoul Guylad
- Jeanne Herviale : la grand-mère de Violette
- Jacqueline Jako-Mica
- Marius Laurey : un voisin des Nozière
- Rudy Lenoir
- Jean-Claude Monteils
- Francis Terzian
- Sylvie Moreau
- Bernard Papineau
- Marco Pauly
- Jacqueline Pierreux : une femme au procès
- Priscilla Saillard : Violette enfant
- Gilbert Servien
- Emmanuele Stochl
- Frédérique Tirmont
- Roland Travers
- Didier Valmont
- Claude Chabrol : voix-off du commentaire final (non crédité)

## Musique
Sauf indication contraire, les informations mentionnées dans cette section peuvent être confirmées par le générique de fin de l'œuvre audiovisuelle présentée ici, ainsi que par la base de données cinématographiques IMDb,  présente dans la section « Liens externes ».
- « Parlez-moi d'amour », de Jean Lenoir (Éditions S.E.M.I). Interprétée par Lucienne Boyer (Éditions Pathé Marconi).
- « Où sont tous mes amants ? », de Charlys et Maurice Vandair (Société Tutti). Interprétée par Fréhel (Éditions Pathé Marconi).
- « Complainte de Violette Nozière », d’après Cachan et Vincent Scotto (Éditions Méridian).
- « L'Ajaccienne », musique de Giacobini (Éditions Henry Lemoine).
- Chansons de Dominique Zardi (Éditions Hortensia) [5].
- Musique de publicité par Raymond Emmerechts et J. Duhamel.

## Distinctions
- Festival de Cannes 1978 :
  - Prix d'interprétation féminine : Isabelle Huppert
- César du cinéma 1979 :
  - César de la meilleure actrice dans un second rôle : Stéphane Audran
  - Nomination pour le César de la meilleure actrice : Isabelle Huppert
  - Nomination pour le César du meilleur décor : Jacques Brizzio
  - Nomination pour le César de la meilleure musique écrite pour un film : Pierre Jansen

## Genèse du film
Claude Chabrol connaissait « l'affaire Violette Nozière », mais c'est Pierre Brasseur qui lui parla sérieusement de réaliser un film sur ce personnage fascinant.
Violette Nozière a laissé son empreinte, propre à émouvoir et passionner Pierre Brasseur. Ce qui ne pouvait pas laisser indifférent Claude Chabrol qui s'intéresse aux faits divers. Pour le cinéaste, le fait divers assure une authenticité, une crédibilité aux personnages et une bonne base pour un film.
Les enfants de Violette Nozière ne souhaitaient pas un film sur l'histoire de leur mère. Leur autorisation était nécessaire pour que ce film vît le jour. Claude Chabrol a dissipé toute inquiétude et réussi à convaincre les enfants, sur le bien-fondé de son entreprise.
L'impression qui se dégage de ce film, est celle de la compassion pour Violette. Isabelle Huppert donne son sentiment au sujet de Violette Nozière : « L'horreur de son acte n'a d'égal que sa souffrance ».
Le réalisateur souhaitait Isabelle Huppert pour jouer le rôle de Violette et Jean Carmet pour interpréter celui de son père. Nous retrouvons précédemment ces deux acteurs dans le film Dupont Lajoie, d'Yves Boisset, où Jean Carmet violait Isabelle Huppert. Claude Chabrol reconnaît avoir choisi ses acteurs en référence à ce film, ce qui lui permettait de suggérer dans l'inconscient du public, la relation incestueuse, même s'il ne croit pas à la version de Violette.
Claude Chabrol par son utilisation brusque de flash-backs, fait qu'on ne sait pas au juste, si c'est un mensonge pur et simple de Violette ou s'il s'agit de la vérité, conservant ainsi toute l'ambiguïté des personnages.
Ce film sur fond d'étude sociale est aussi un réquisitoire contre la peine de mort.

## Succès du film
Le succès du film a été immédiat, avec plus d'un million d'entrées dans les salles de cinéma. Claude Chabrol cultive la légende et en cela, succède aux surréalistes. L'écrivain Bernard Hautecloque explique que « dans bien des esprits, Violette Nozière a désormais les traits de la comédienne Isabelle Huppert, avec laquelle pourtant, elle n'avait physiquement rien en commun ». Avec ce film, le nom de Violette Nozière connaît de nouveau un formidable retentissement. Depuis près de huit décennies, Violette Nozière, « l'Ange Noir », continue d'inspirer et de fasciner.

### Documentaires
- Archives vidéo de l'Institut national de l'audiovisuel : 
  - Journal télévisé de 20 h, émission du 19 mai 1978 sur Antenne 2. Présentateur : Patrick Poivre d'Arvor. Entretien de France Roche avec pour invitée, Isabelle Huppert qui présente le film Violette Nozière de Claude Chabrol, au Festival de Cannes.
  - Maurice Leroux reçoit au Festival de Cannes en 1978, Isabelle Huppert et Claude Chabrol à propos de Violette Nozière.
  - Le 15 mai 1978 pour le cinéma, réalisation de Pierre Mignot, Isabelle Huppert sur Violette Nozière.
  - Le 21 mai 1978, émission Monsieur Cinéma présentée par Pierre Tchernia : entretien avec Isabelle Huppert sur le film Violette Nozière.

#### Base de données
- Ressources relatives à l'audiovisuel :   - AllMovie
  - Allociné
  - Centre national du cinéma et de l'image animée
  - Ciné-Ressources
  - Cinémathèque québécoise
  - Filmweb.pl
  - IMDb
  - LUMIERE
  - Movie Review Query Engine
  - OFDb
  - Rotten Tomatoes
  - The Movie Database
  - Unifrance
- Notice dans un dictionnaire ou une encyclopédie généraliste :   - Britannica